# Roderick Jaynes
Cet article court présente un sujet plus développé dans : Joel et Ethan Coen.
Roderick Jaynes est un pseudonyme collectif utilisé par les frères Joel et Ethan Coen pour signer le montage de plusieurs de leurs films.